# Antôn Đặng Hữu Nam
Antôn Đặng Hữu Nam (sinh ngày 13 tháng 3 năm 1976) là một linh mục của Giáo hội Công giáo Rôma và là một nhân vật bất đồng chính kiến ở Việt Nam.
Ông từng là linh mục quản xứ Mỹ Khánh, xã Khánh Thành, huyện Yên Thành, tỉnh Nghệ An, Giáo phận Vinh. Từ tháng 6 năm 2020 ông được cho tạm nghỉ mục vụ.
Linh mục Đặng Hữu Nam khi đang là Linh mục chánh xứ giáo xứ Phú Yên, xã An Hòa, huyện Quỳnh Lưu đã dẫn đầu hàng trăm người đi nộp đơn kiện liên quan đến vụ thảm họa môi trường do Formosa Đài Loan xả chất thải trái phép ở Hà Tĩnh. Vụ việc này xảy ra năm 2016 đã làm cá chết hàng loạt tại các vùng ven biển từ tỉnh Hà Tĩnh đến Thừa Thiên Huế.

## Các vụ bắt giữ
Khoảng 22 giờ ngày 31 tháng 12 năm 2015, linh mục Đặng Hữu Nam khi còn làm chánh xứ Phú Yên, giáo phận Vinh đã bị lực lượng công an Nghệ An mặc thường phục bất ngờ tấn công khi đang trên đường đi khám bệnh về nhà. Khi ông đi gần tới nhà xứ đang trên địa bàn xã An Hòa, huyện Quỳnh Lưu, tình Nghệ An, thì linh mục bị một nhóm côn đồ khoảng 4 người lao vào đánh đập. Trong số đó, người dân nhận ra có ông trưởng công an xã An Hòa. Người dân sống gần đó đã kịp thời ra tiếp ứng khi biết tin ông bị nạn và đã bắt được một kẻ tấn công. Linh mục Nam đã giao kẻ côn đồ này cho công an huyện xử lý.
Ngày 4 tháng 8 năm 2016, khi linh mục Nam ra Hà Nội nhằm mục đích chữa bệnh. Sau ông Nam dùng cơm trưa ở đường Trần Thái Tông, quận Cầu Giấy, Hà Nội thì có mấy người an ninh mặc thường phục đến tự xưng là công an quận Cầu Giấy rồi bắt, cưỡng chế ông lên taxi đưa đi. Nhưng đến 5 giờ tối giờ Việt Nam cùng ngày, linh mục Nam đã được nhà cầm quyền Hà Nội thả tự do sau hơn 4 giờ đồng hồ bị tạm giữ với lý do có tin ông “kích động biểu tình”.
Ngày 18 tháng 10 năm 2016, linh mục Nam mang theo 506 đơn kiện đã bị trả cùng 506 đơn khiếu nại đơn quyết định trả đơn của tòa án và 100 bộ đơn mới mà ngư dân mới làm đi cùng một số người dân từ Nghệ An đến tòa án huyện Kỳ Anh để nộp đơn kiện công ty Formosa. Nhưng họ đã bị công an và an ninh chặn đường không cho đi, theo ngư dân thì họ còn bị đánh đập.

## Đề nghị trục xuất khỏi tỉnh Nghệ An
Ngày 7 tháng 10 năm 2016, công văn do Ủy ban nhân dân tỉnh Nghệ An gửi đến những vị đứng đầu Giáo phận Vinh do Phó Chủ tịch Ủy ban nhân dân tỉnh Lê Xuân Đại ký đã đề nghị Giám mục chính tòa Giáo phận Vinh Phaolô Nguyễn Thái Hợp “chấn chỉnh các hoạt động mục vụ của Linh mục Đặng Hữu Nam và không bố trí Linh mục Đặng Hữu Nam tiếp tục hoạt động mục vụ trên địa bàn Nghệ An. Với lý do: Linh mục Đặng Hữu Nam đã “nói xấu Đảng, Nhà nước” và “lợi dụng sự cố môi trường biển tại một số tỉnh miền Trung” để biểu tình, khiếu kiện “tạo thêm nhiều diễn biến phức tạp mới”.
Ngày 7 tháng 2 năm 2018, giám mục Phaolô Nguyễn Thái Hợp thuyên chuyển linh mục Đặng Hữu Nam khỏi giáo xứ Phú Yên và bổ nhiệm ông làm chánh xứ Giáo xứ Mỹ Khánh thuộc xã Khánh Thành, huyện Yên Thành, Nghệ An. Theo giám mục Phaolô Nguyễn Thái Hợp, quyết định bổ nhiệm linh mục Đặng Hữu Nam do ông ký hôm 7 tháng 2 không chịu áp lực từ phía chính quyền: “Không. Hàng năm chúng tôi đều bổ nhiệm nhiều lần khác nhau và không có chuyện gì cả. Đó là vấn đề của chúng tôi.”

## Bị biểu tình phản đối
Báo chí tiếng Việt nước ngoài cho là Linh mục Nam đã bị "đấu tố", khi có một cuộc biểu tình vào ngày 6 tháng 5 năm 2017 phản đối ông. Theo baonghean.com, cuộc biểu tình có đến hơn 2.000 người dân xã Sơn Hải, huyện Quỳnh Lưu, bao gồm phụ nữ, cựu chiến binh, đoàn thanh niên… tham gia, để phản đối việc Đặng Hữu Nam rao giảng với giáo dân rằng: “Ngày 30 tháng 4 là ngày mà dân tộc Việt Nam mất đi tự do, ngày mà người dân không có quyền làm người, ngày đã làm cho đất nước tang thương, ngày đã đưa đất nước trở thành lạc hậu, nghèo đói, ngày mà Việt Nam mất đi cơ hội phát triển, ngày đã tạo nên bất công trên mọi miền đất nước…” Trong một buổi giảng lễ trước khi diễn ra biểu tình, linh mục Nam thông báo cho giáo dân về cuộc biểu tình sắp diễn ra và khen ngợi chính quyền đã thực hiện điều 25 của Hiến pháp Việt Nam, cho phép tự do biểu tình.
Ngày 8 tháng 5 năm 18 Linh mục tại hai giáo hạt Thuận Nghĩa vàng Mai, thuộc Giáo phận Vinh ra tuyên bố phản đối chính quyền huyện Quỳnh Lưu và tỉnh Nghệ An tổ chức đấu tố hai vị Linh mục Đặng Hữu Nam và Nguyễn Đình Thục. Hai vị linh mục này hiện quản xứ Phú Yên và Song Ngọc trên địa bàn huyện Quỳnh Lưu, tỉnh Nghệ An.
Linh mục Giuse Trần Thanh Lợi, thuộc hạt Thuận Nghĩa, cho biết về tuyên bố phản đối mà ông tham gia ký tên: "…Về phía chúng tôi chúng tôi thấy điều đó như một động thái dọn đường để ép hai linh mục Nam và Thục vào những tội danh như họ nói chống phá nhà nước v.v..." 

## Vụ 39 người chết trong xe tải đông lạnh tại Anh
Ngày 26 tháng 10 năm 2019, Anton Đặng Hữu Nam nói với hãng tin Reuters rằng các gia đình nói với ông rằng họ biết người thân đang đi tới Anh vào thời điểm chiếc xe container di chuyển và họ đã không thể liên lạc được với người thân của họ kể từ đó.
“Theo thông tin tôi được biết, trong đợt này hình như có rất là nhiều, hơn 100 người đang trên đường để đi tìm sự sống cho mình,” ông nói với Reuters. “Có những gia đình đã xác định được con của mình đã ra đi trong chuyến đi định mệnh này.”

## Thuyên chuyển về tòa giám mục và huyền chức
Ngày 18 tháng 6 năm 2020, Tòa Giám mục Giáo phận Vinh công bố Thông báo 1320/TB-TGM về việc thuyên chuyển và bổ nhiệm linh mục, tháng 6 năm 2020, trong đó có ghi quyết định về linh mục Đặng Hữu Nam: "Nguyên quản xứ Mỹ Khánh, nay được tạm nghỉ mục vụ giáo xứ."
Vào khoảng cuối năm 2021, giám mục Anphong Nguyễn Hữu Long đã ra quyết định treo chén linh mục Đặng Hữu Nam.  Ngày 31 tháng 12 năm 2021, trang Facebook cá nhân có tên “Lm Đặng Hữu Nam” đã đăng một status (chia sẻ) với nội dung: “Ngày cuối cùng của năm 2021 Đức cha Anphong Nguyễn Hữu Long gặp và thông báo từ hôm nay, nhà cháu “không phải dâng lễ” nữa! Xin mọi người thêm lời cầu nguyện”.